# Усть-Канда (река)
Усть-Канда — река в России, протекает по Башкортостану и Челябинской области. Устье реки находится в 192 км по левому берегу реки Юрюзань. Длина реки составляет 30 км. Площадь водосборного бассейна — 213 км². 
В 19 км от устья по левому берегу впадает река Атняшязы.

## Данные водного реестра
По данным государственного водного реестра России относится к Камскому бассейновому округу, водохозяйственный участок реки — Уфа от Нязепетровского гидроузла до Павловского гидроузла, без реки Ай, речной подбассейн реки — Белая. Речной бассейн реки — Кама.
Код объекта в государственном водном реестре — 10010201112111100023439.